# Alfons Homans
Alphonsus Theodoor (Alfons) Homans né à Meerhout le 3 septembre 1867 et y décédé le 29 septembre 1934 est un homme politique belge flamand, membre du Parti libéral.
Homans fut commerçant. Il fut conseiller communal à Meerhout et élu député à la Chambre (1919-21).

## Source
- dans ODIS